# ちちじま (掃海艇・初代)
ちちじま（ローマ字：JDS Chichijima, MSC-658）は、海上自衛隊の掃海艇。はつしま型掃海艇の10番艇。艇名は父島に由来する。

## 艦歴
「ちちじま」は、昭和56年度計画掃海艇358号艇として、日立造船神奈川工場で1982年6月2日に起工され、1983年7月13日に進水、1983年12月16日に就役し、第2掃海隊群第15掃海隊に編入され横須賀に配備された。
1990年11月28日、呉地方隊阪神基地隊第15掃海隊に編入。
1997年3月19日、隊番号の改正により、第15掃海隊が第42掃海隊に改称。
2000年3月13日、除籍。